# Regionalización del Perú
En el Perú, la conformación de regiones o regionalización es el proceso aún en desarrollo mediante el cual se busca lograr la conformación de regiones como divisiones políticas del país, integradas para instruir Gobiernos Regionales con autonomía económica y política que permitan descentralizar la acción del Estado.
El marco legal de la regionalización es la Ley de Bases de la Descentralización, promulgada el 17 de julio de 2002, y la Ley Orgánica de Gobiernos Regionales, aprobada el 19 de noviembre de 2002. Las elecciones de 2002 resultaron en el nombramiento de gobiernos regionales, uno por cada departamento y uno en la Provincia Constitucional del Callao; mientras que la Municipalidad Metropolitana de Lima recibió un rango especial para que tuviera autonomía del Departamento de Lima.

## Antecedentes
Después de haber declarado su independencia en 1821, el Perú fue dividido en departamentos, los cuales incrementaron su número de doce en 1822 a veinticuatro en 1980. Además en la constitución de 1823 se desarrolló el concepto de municipalidades su primer intento de dar autonomía política. Como la concentración del poder político y económico se incrementaba en Lima, la capital del país, muchas administraciones trataron de descentralizar el país aunque con poco éxito. Destacó la ley de 1873 para fomentar independencia de las municipalidades frente al gobierno central, así como la Junta de Gobierno de Arequipa en 1931 como primer antecedente de reducir la concentración en poder en la capital peruana.
Un detalle relevante de descentralización fue el proyecto de confederación del territorio nacional. Surgieron el primero de los años 1830 y el segundo de los años 1880. Ambos fueron revertidos. En 1911, se elaboró el proyecto de ley de la Federación del Perú, impulsado por José Angelino Lizares Quiñones, en un contexto en que el movimiento federalista se encontraba debilitado tras su lucha contra el centralismo.

## De la constitución del 1979 a la creación de las CTAR
La Constitución para la República del Perú de 1979 contuvo previsiones para la descentralización del poder mediante la creación de regiones autónomas pero éstas no fueron implementadas.
Durante los últimos años del primer gobierno de Alan García (1985-1990), mientras el senado intentó aprobar las bases de la regionalización, el gobierno enfrentó la posibilidad de perder las elecciones presidenciales de 1990 debido a una crisis económica generalizada y a la inestable aprobación popular. Como forma de establecer una fuente de poder alternativa, el régimen estableció doce regiones autónomas el 20 de enero de 1989 con la esperanza de ganar algunas elecciones a este nivel. Sin embargo, debido a lo apresurado de su creación, los gobiernos regionales carecieron de recursos fiscales propios, así que dependieron de la bondad del gobierno central para los fondos.

Regiones Políticas creadas durante el gobierno aprista (1989-1991).

Las regiones creadas inicialmente fueron doce:
- Región Amazonas
- Región Andrés Avelino Cáceres
- Región Arequipa
- Región Chavín
- Región Grau
- Región Inca
- Región José Carlos Mariátegui
- Región Los Libertadores-Wari
- Región Lima
- Región Nor Oriental del Marañón
- Región Ucayali
- Región Víctor Raúl Haya de la Torre

Mediante un referéndum realizado el 24 de febrero de 1991, la población del ex Departamento de San Martín decidió separarse de la Región Víctor Raúl Haya de la Torre, derogándose su ley de creación el 17 de agosto de aquel año.
Las elecciones presidenciales de 1990 estuvieron marcadas por el descrédito al sistema partidario, evidenciado por la elección de Alberto Fujimori, un candidato sin experiencia política previa. Fujimori retuvo las transferencias financieras a los gobiernos regionales y luego, el 29 de diciembre de 1992, las reemplazó con los Consejos Transitorios de Administración Regional (CTAR) creados para cada departamento. Habiendo disuelto el congreso durante la crisis constitucional de 1992, Fujimori convocó a elecciones para una Asamblea Constituyente la cual promulgó la constitución de 1993. Este nuevo texto incluyó provisiones para la creación de regiones con gobiernos autónomos, mediante la fusión de varios departamentos, tal como su artículo 190.º lo señala:

Mediante referéndum podrán integrarse dos o más circunscripciones departamentales contiguas para constituir una región, conforme a ley.

Sin embargo, estas fusiones departamentales nunca llegaron a efectuarse. La Ley Marco de Descentralización propuesta en 1997 promulgada el 30 de enero de 1998, confirmó la permanencia de los consejos transitorios, ahora bajo la supervisión del Ministerio de la Presidencia.

## La reactivación del proceso de regionalización

Propuestas de región votadas en el referéndum del 2005. Ninguna fue aprobada.

En noviembre de 2000, Fujimori fue destituido por el Congreso de la República (no se aceptó su renuncia por fax desde Japón) debido a que cometió actos de autoritarismo, corrupción y violaciones de derechos humanos durante su gobierno, siendo juzgado y recluido en prisión. Después de un gobierno de transición dirigido por Valentín Paniagua, Alejandro Toledo fue elegido presidente para el periodo 2001–2006 en un contexto que incluyó la creación de gobiernos regionales. La nueva administración tuvo la participación Carlos Bruce y el plan Perú Descentralizado. Esta dispuso el marco legal para las nuevas divisiones administrativas en la Ley de Bases de la Descentralización, promulgada el 17 de julio de 2002, y la Ley orgánica de Gobiernos Regionales promulgada el 19 de noviembre de 2002. Flamantes Gobiernos Regionales fueron elegidos el 20 de noviembre de 2002, uno por cada departamento y uno en la Provincia Constitucional del Callao, y se le dio a la Municipalidad Metropolitana de Lima rango de Gobierno regional a fin de que la provincia de Lima, que contiene a la capital, fuera destinada a no conformar parte de ninguna de las futuras regiones.
En las elecciones de 2002, muchos de los gobiernos regionales fueron a partidos de la oposición, con doce ganadas por el APRA y sólo una por Perú Posible, el partido del presidente Alejandro Toledo. La combinación de una fuerte oposición y un gobierno deficiente llevaron a la preocupación sobre una inminente crisis política, sin embargo, este no fue el caso ya que los nuevos gobiernos regionales fueron absorbidos por problemas locales y mostraron poca iniciativa en la política nacional.
Aún quedaba por ser dado el último paso para la conformación de regiones: La fusión de departamentos – debido a que las circunscripciones territoriales que los gobiernos regionales heredaron de los departamentos son consideradas muy pequeñas[cita requerida] – , mediante referéndum con aprobación mayoritaria en todos los departamentos de una propuesta de región, de conformidad con la Ley Bases de la Descentralización prevé la fusión de las regiones luego de que exprese su aprobación. El primer referéndum de este tipo fue llevado a cabo el 30 de octubre de 2005 con las siguientes propuestas a ser consultadas en las urnas:
- Región Cusco-Apurímac: Apurímac, Cusco
- Región Sur Andina: Arequipa, Puno, Tacna
- Región Ica-Ayacucho-Huancavelica: Ayacucho, Huancavelica, Ica
- Región Nor-Centro-Oriental: Ancash, Huánuco, Junín, Lima, Pasco
- Región Norte: Lambayeque, Piura, Tumbes

Estas propuestas fueron rechazadas por el electorado de todas las regiones involucradas con la excepción de Arequipa, por lo que ninguna fusión fue puesta en marcha.
Nuevas elecciones para los gobiernos regionales fueron celebradas el 19 de noviembre de 2006; la mayoría de los gobiernos regionales fueron a manos de movimientos políticos locales en lugar de ir a partidos nacionales. El APRA, que ganó las elecciones presidenciales del 4 de junio de 2006, sólo logró ganar en dos departamentos, todos los otros partidos nacionales ganaron aún menos.

## Segundo proceso de consulta

Mapa con los proyectos de conformación de regiones del Perú a ser votadas en el próximo referéndum.

Tras el retroceso que significó el referéndum de 2005, pocas propuestas de conformación de regiones han sido presentadas. De hecho, según Javier Torres, de la Asociación Servicios Educativos Rurales, el nuevo gobierno de Alan García no ha mostrado interés en llevar a cabo. En octubre de 2006, comenzaron las primeras conversaciones entre los gobiernos regionales de Ancash, Húanuco y Ucayali. Las conversaciones desembocaron en la primera propuesta de conformación regional tras el referéndum a la fecha (2009), la (Macro) Región Nor Centro Oriente acto que fue oficializado en Palacio de Gobierno en menos de cuatro meses, el 10 de diciembre de 2008.
Pero en diciembre del 2007 se firmó en Palacio de Gobierno el "Acuerdo de Intención" entre San Martín y Amazonas, para conformar una Región Piloto, la cual realiza su I Asamblea de Consejeros Regionales en mayo del 2008, que contó con la participación de una delegación de consejeros regionales de La Libertad quienes llevaron la propuesta de integrar a La Libertad; y en octubre del 2009 se realiza la I Asamblea de la Mancomunidad Regional Amazonas - San Martín - La Libertad, que se formaliza mediante Ordenanzas Regionales aprobadas por los tres gobiernos regionales entre diciembre y enero del 2010. 
El regionalismo ganó adeptos en contra de posturas neoliberales. Del lado opuesto, los sucesos de la Paralización de la Región Moquegua de 2008 confrontaron a los departamentos de Moquegua y de Tacna por la repartición del canon minero en medio de protestas reportadas de violentas en ambas regiones, que dejó distancias políticas poco salvables para su ingreso en un proceso común de conformación regional.
El marco legal ha ido variando. A principios del 2009 se aprueba una Ley que modifica el cronograma de referéndum para la conformación de regiones, posponiendo de manera indefinida al que correspondía realizar ese año en vista de no existir ninguna propuesta; y en julio de 2010 los gobiernos regionales de Amazonas, San Martín y La Libertad presentan la iniciativa legislativa de la Ley de la Mancomunidad Regional, que es registrado en el Congreso de la República como Proyecto de Ley N° 04216/2010-GR. La asociación en mancomunidad ha sido concebida como resultado de la propuesta de integración piloto entre Amazonas y San Martín, como una forma de coordinación interregional con respeto de las autonomías departamentales y objetivos trazados a partir de una Agenda Común.